# Friedrich Hänichen
Friedrich „Fritz“ Wilhelm Alwin Hänichen (* 16. Dezember 1883 in Bautzen; † 31. Mai 1962 in Aue (Sachsen)) war ein deutscher Jurist und Kommunalpolitiker.

## Leben
Friedrich Hänichen wurde 1883 in Bautzen als Sohn des an der dortigen Kreishauptmannschaft tätigen Sekretärs (und späteren Amtshauptmanns von Grimma) Friedrich Wilhelm Albin Hänichen geboren. Von 1896 bis 1904 besuchte er die Fürstenschule Grimma. Sein erstes juristisches Staatsexamen legte Hänichen 1909 ab. Anschließend nahm er eine Tätigkeit als Referendar im osterzgebirgischen Lauenstein auf. 1915 bestand Hänichen die zweite juristische Staatsprüfung, wurde Assessor und wurde promoviert.
Er ließ sich 1914 in Erla nieder, wo er heiratete und in der Amtsstadt Schwarzenberg eine Verwaltungstätigkeit in der Amtshauptmannschaft Schwarzenberg aufnahm. Diese Tätigkeit war durch den Kriegsdienst im Ersten Weltkrieg, an dem er im Rang eines Offiziers teilgenommen hatte, unterbrochen. Er wurde Mitglied der DVP und dem Stahlhelm, Bund der Frontsoldaten.
Im Jahr 1923 wurde er wegen Beamtenbeleidigung aus dem Verwaltungsdienst entlassen, woraufhin er sich als Hersteller von Skiern nach entsprechender Ausbildung 1924 selbständig machte. In Schwarzenberg wurde er Vorsitzender des dortigen Skiclubs.
1933 wurde er – trotz Missbilligung durch die NSDAP – als stellvertretender Amtshauptmann von Schwarzenberg wieder in den Verwaltungsdienst übernommen. Aus der SA, der der Stahlhelm 1933 unterstellt worden war, wurde Hänichen 1934 ausgeschlossen. Seit 1944 fungierte er als amtierender Landrat in Schwarzenberg, wurde aber aufgrund fehlender NSDAP-Mitgliedschaft nicht in das Amt des Landrats berufen.
Nach Ende des Zweiten Weltkriegs und der besatzungslosen Zeit im Mai/Juni 1945, in der er amtierender Landrat blieb, wurde Hänichen am 29. Juni 1945 durch den sowjetischen Kommandanten von Annaberg als Landrat bestätigt. Bereits am 26. Juli wurde er jedoch von diesem auf Betreiben lokaler Vertreter der KPD wieder von dieser Funktion abberufen. Hänichen übernahm daraufhin wieder seine Skiwerkstatt und stellte daneben auch Gebrauchsgüter her. 
In der SBZ und DDR gehörte er zu den dauerhaft verfolgten Personen. Ohne Prozess oder Verurteilung wurde er vom 4. Januar 1946 bis 17. Januar 1950 wegen der innegehabten Stellung in der NS-Zeit im Speziallager Bautzen inhaftiert. Von November 1945 bis November 1948 war sein Hausgrundstück zudem sequestriert. Im April 1949 sollte seine Familie zwangsumgesiedelt werden, konnte aber in Schwarzenberg verbleiben. Nach seiner Entlassung aus der Haft in Bautzen kehrte Hänichen 1950 nach Schwarzenberg zurück. Auf Empfehlung der SED-Stadtleitung blieb er unter Beobachtung des Ministeriums für Staatssicherheit, das 1952 konstatierte, dass er sich am sozialistischen Neuaufbau nicht beteilige und nach wie vor ein Reaktionär sei. Gegen Hänichen wurden gar haltlose Anschuldigungen konstruiert, dass durch ihn feindliche Operationen gegen die DDR geleitet und gelenkt würden. Von 1955 bis 1957 war er erneut in Haft. Er starb 1962 im 79. Lebensjahr in Aue.